# Chucandirán
Chucandirán är en ort i Mexiko.   Den ligger i kommunen Tingüindín och delstaten Michoacán de Ocampo, i den centrala delen av landet, 400 km väster om huvudstaden Mexico City. Chucandirán ligger 1 723 meter över havet och antalet invånare är 114.
Terrängen runt Chucandirán är kuperad. Runt Chucandirán är det ganska tätbefolkat, med 54 invånare per kvadratkilometer. Närmaste större samhälle är Santiago Tangamandapio, 19,2 km norr om Chucandirán. I omgivningarna runt Chucandirán växer huvudsakligen savannskog.